# Action painting

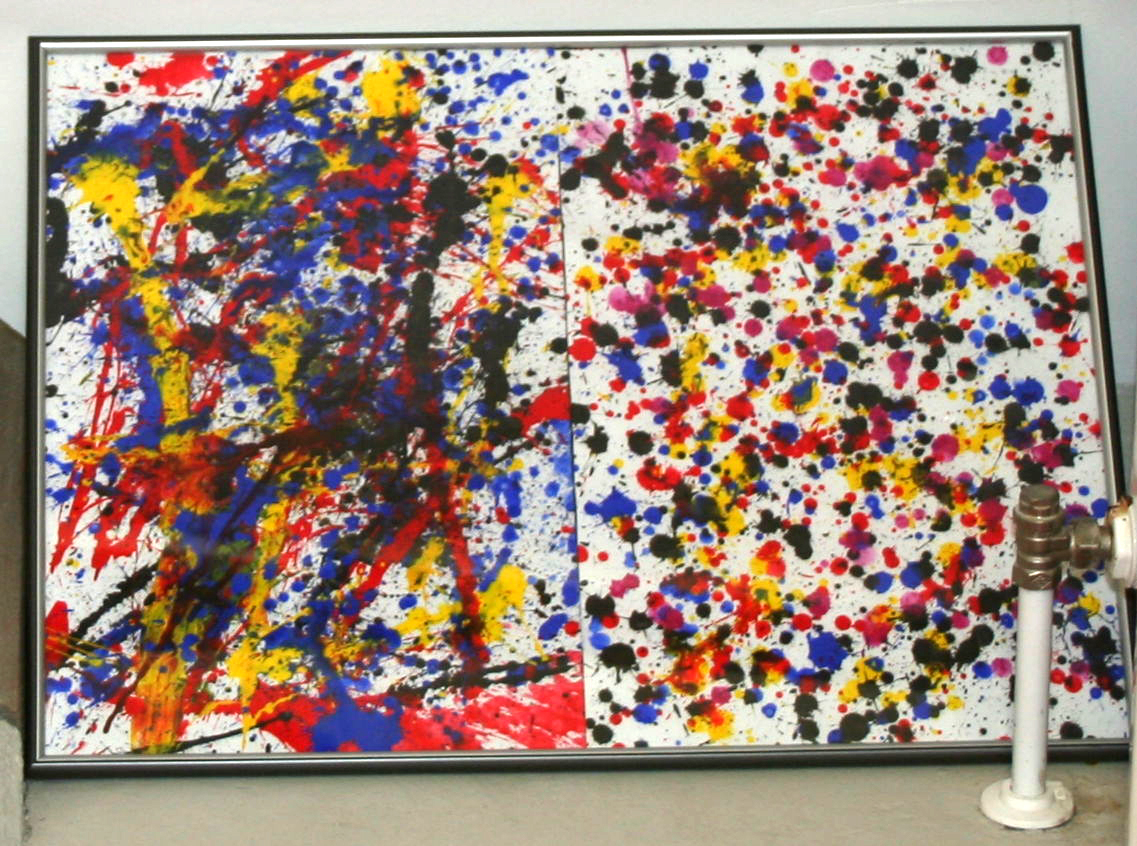
Action painting

Action painting, action-art (ang.), malarstwo gestu – technika malarska i nurt wewnątrz ekspresjonizmu abstrakcyjnego, polegający na wykorzystaniu spontanicznego, nieskrępowanego regułami malarskimi gestu bezpośredniego rozlewania (chlapania) farby na płótno. 
Swój początek miał w Ameryce w latach 40. XX wieku, a terminu action painting po raz pierwszy użył Harold Rosenberg w 1952 roku do opisu twórczości Jacksona Pollocka (najbardziej reprezentatywne dla tego nurtu obrazy Pollock malował w latach 1948–1950). Action painting wyrasta z założenia, że obraz nie jest ukończonym dziełem, ale zapisem procesu twórczego. W tym rozumieniu fizyczny akt malowania był uznawany za podstawowy środek ekspresji, stając się zresztą bezpośrednią inspiracją do powstania happeningu.
Termin action painting łączy się z zasadą all-over, w której postuluje się, aby malować tak, by każdy, najdrobniejszy fragment obrazu był jednakowo ważny (tzn. by nie wyróżniać kompozycyjnie żadnej jego części), i jednakowo wypełniony zapisem malarskiego gestu.
Techniką action painting posługiwała się Małgorzata Starowieyska (np. cykl obrazów "Bolero" – Berlin, 1987-88). Z polskich artystów do najwybitniejszych postaci należał Tadeusz Kantor.

## Przedstawiciele
- Elaine de Kooning
- Willem de Kooning
- Sam Francis
- Philip Guston
- Franz Kline
- Lee Krasner
- Georges Mathieu
- Jackson Pollock